# Johannes Brahms
Johannes Brahms (n. 7 mai 1833, Hamburg, Confederația Germană – d. 3 aprilie 1897, Viena, Austro-Ungaria) a fost un compozitor romantic german, care a trăit cea mai mare parte a vieții sale în Austria, la Viena.
Brahms a fost considerat de către mulți „succesorul” lui Beethoven, iar prima sa simfonie a fost descrisă de Hans von Bülow drept a zecea a lui Beethoven (supranume folosit și astăzi).

## Viața
Brahms s-a născut la Hamburg.Mama sa, care i-a dat primele lecții de muzică, era contrabasist. Brahms s-a remarcat la pian și ajuta la suplimentarea venitului relativ scăzut al familiei, prin interpretări în restaurante și teatre, precum și prin oferirea de lecții de pian. Deși povestea larg-cunoscută este că Brahms a trebuit să cânte la pian prin baruri și bordeluri, studii recente, precum cele ale lui Kurt Hoffman, sugerează că acest fapt este probabil incorect. Într-o perioadă, el a învățat și violoncelul, deși progresul său a fost întrerupt odată cu sustragerea instrumentului chiar de către profesorul său.
Tânărul Brahms a interpretat câteva concerte publice, dar nu a devenit foarte cunoscut drept pianist (deși mai târziu avea să interpreteze ambele prime-audiții ale lucrărilor sale Concertul pentru pian Nr. 1 în 1859 și Concertul pentru pian Nr. 2 în 1881).
A început să și compună, însă eforturile sale n-au primit atenția cuvenită până în 1853, când a mers într-un turneu de concerte alături de Eduard Reményi. În acest turneu, a făcut cunoștință cu Joseph Joachim, Franz Liszt și mai târziu a fost prezentat lui Robert Schumann. Reményi s-a simțit, însă, ofensat de eșecul lui Brahms în a aprecia cu toată inima Sonata în B minor a lui Liszt într-o vizită la Curtea de la Weimar, unde Liszt era muzicianul curții, iar Brahms a adormit la una dintre operele recent compuse ale acestuia. Mulți dintre prietenii lui Brahms au afirmat că Reményi, fiind un curtezan șlefuit, se aștepta ca tânărul Brahms să se conformeze practicii obișnuite a aplauzelor politicoase acordate piesei unei celebrități, însă acesta a afișat simple complimente amabile. I-a spus lui Brahms că prietenia lor trebuie să se sfârșească, deși nu era clar dacă Liszt se simțise sau nu ofensat. Joachim, însă, avea să devină unul dintre cei mai apropiați prieteni, iar Schumann, prin articole elogioase despre Brahms, a jucat un rol important în atragerea atenției publicului asupra compozițiilor tânărului. Lui Brahms i-a fost prezentată și soția lui Schumann, compozitoarea și pianista Clara, cu 14 ani mai în vârstă, față de care a avut o prietenie afectivă pasională, însă întotdeauna platonică. Brahms nu s-a căsătorit niciodată.

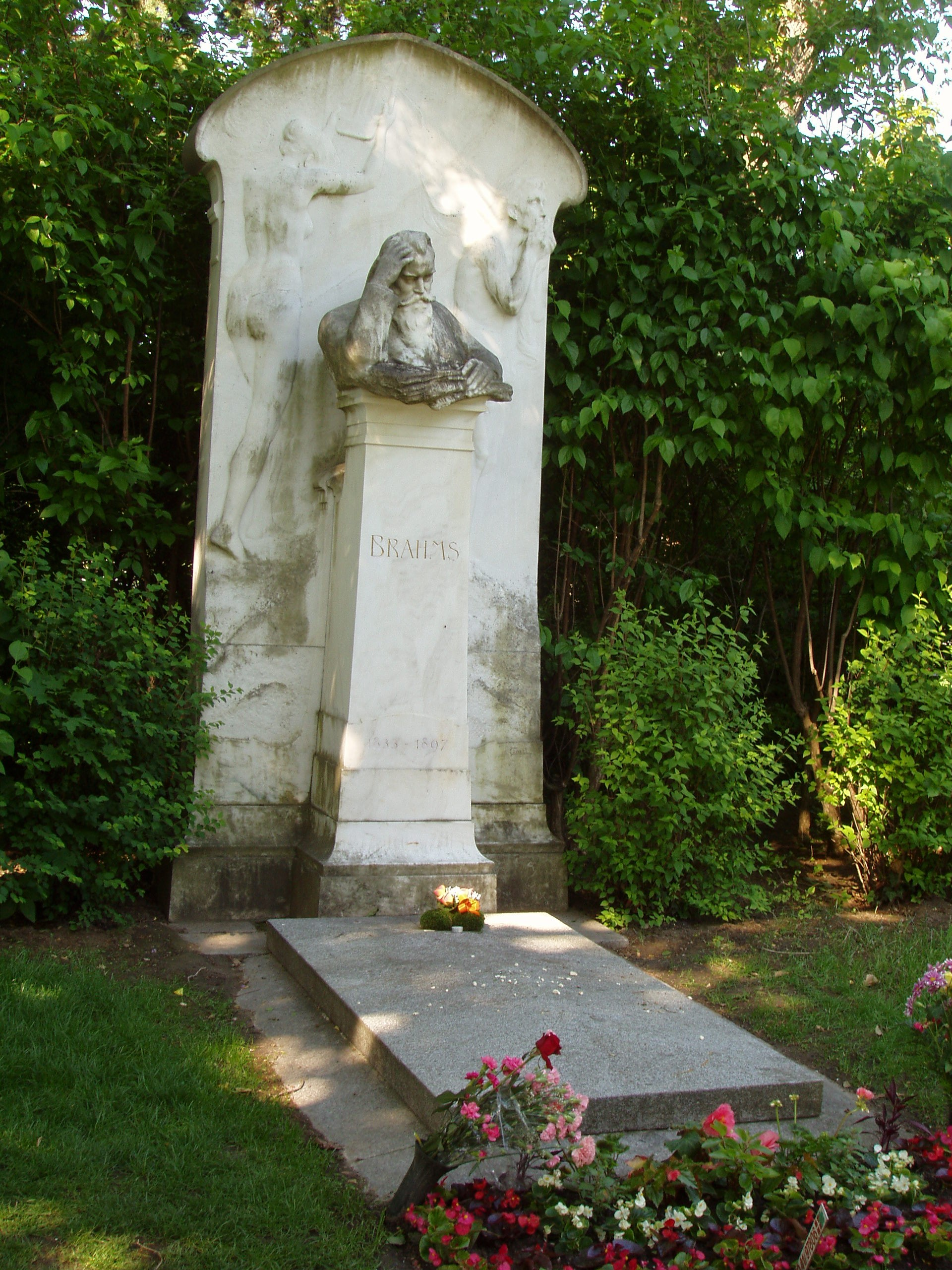
Mormântul lui Johannes Brahms în Cimitirul central (Zentralfriedhof) din Viena.

În 1862 s-a stabilit permanent la Viena și a început să se dedice cu totul compoziției. Cu lucrări precum Un Recviem german, Brahms  a dobândit în cele din urmă o solidă reputație și a devenit recunoscut încă din timpul vieții sale drept unul dintre marii compozitori. Poate că aceasta i-a oferit în sfârșit încrederea necesară pentru a termina prima sa simfonie; ea a apărut în 1876, după aproape zece ani de trudă. Celelalte trei simfonii au urmat apoi într-o succesiune îndestul de rapidă (1877, 1883, 1885).
Brahms călătorea adesea, atât pentru afaceri (concerte în turnee), cât și din plăcere. Vizita deseori Italia în timpul primăverii și de obicei se stabilea într-o așezare rurală plăcută în care putea compune în timpul verii. Îi plăcea în mod deosebit să petreacă timpul afară, unde simțea că putea gândi mai limpede.
În 1890, la vârsta de 57 de ani, Brahms  a decis să renunțe la activitatea de compoziție. S-a dovedit mai târziu, însă, că nu și-a putut respecta decizia și în anii premergători morții sale a scris un număr de capodopere recunoscute, inclusiv cele două sonate pentru clarinet Op. 120 (1894) și cele Patru Melodii Serioase (Vier ernste Gesänge) Op. 121 (1896).
În timpul terminării melodiilor din cadrul Op. 121 Brahms  a căzut lovit de cancer (sursele sunt incerte asupra localizării bolii, dacă era vorba de  ficat sau pancreas). Starea i s-a înrăutățit treptat și la 3 aprilie 1897  s-a stins din viață. A fost înmormântat la Cimitirul Central (Zentralfriedhof) din Viena.

## Lucrări
Brahms a compus un număr de opere importante pentru orchestră, inclusiv patru simfonii, două concerte pentru pian, un concert pentru vioară, un dublu concert pentru vioară și violoncel și ampla lucrare vocal-simfonică Un recviem german (Ein deutsches Requiem). Ultimul dintre acestea se remarcă prin a nu fi un recviem tradițional, liturgic (Missa pro defunctis), ci un ansamblu de texte pe care Brahms le-a ales din Biblia lui Luther. De asemenea, Brahms a fost un compozitor prolific în forma temă cu variațiuni, compunând remarcabilele Variațiuni și Fugă după o temă de Haendel, Variațiunile Paganini și Variațiuni după o temă de Joseph Haydn, alături de cicluri mai puțin cunoscute de alte variațiuni.
De asemenea, Brahms a compus și un mare număr de lucrări pentru ansambluri mici. Multele lucrări de muzică de cameră formează o parte din nucleul acestui repertoriu, aidoma muzicii sale pentru pian solo. Brahms este considerat drept fiind printre cei mai mari compozitori de lieduri, aparținându-i un număr de aproape 200. A compus și un ciclu de preludii corale pentru orgă cu puțin timp înainte de moartea sa, care au devenit astăzi o parte importantă din repertoriul standard al orgii.
Brahms nu a compus niciodată vreo operă, nici nu s-a folosit vreodată de forma de poem simfonic caracteristică secolului al XIX-lea. Brahms era un adept înverșunat al muzicii absolute – muzică ce nu se bazează pe o scenă concretă sau narativă precum în cazul unui poem simfonic.
Pentru o listă de lucrări, vezi Listă de compoziții de Johannes Brahms.

## Influențe asupra lui Brahms
Brahms îl venera pe Beethoven, poate chiar mai mult decât ceilalți compozitori romantici. În casa compozitorului, un bust de marmură a lui Beethoven privea în jos spre locul unde compunea. Lucrările sale conțin un număr de aparente imitații ale lui Beethoven. Astfel, începutul lui Brahms Prima sonată pentru pian este foarte aproape cu începutul lui Beethoven Hammerklavier sonata; iar tema principală a finalului lui Brahms din Prima simfonie este evocatoare la finalul lui Beethoven in Simfonia a noua, iar când această ultimă asemănare i-a fost subliniată lui Brahms, acesta a replicat: „Orice măgar poate vedea asta”.
Brahms iubea și compozitorii clasici de dinainte - Mozart și Haydn. Colecționa primele ediții și autografe ale operelor lor și edita edițiile care se interpretau pe scenă.
Afecțiunea lui Brahms pentru perioada clasică se reflectă și în alegerea genurilor sale: el prefera formele clasice ale sonatei, simfoniei și concertului și compunea frecvent mișcări în forma de sonată. Deși Brahms este adesea categorisit drept cel mai „clasic” compozitor romantic, această etichetă nu se reflectă în lucrările sale. Împărțirea sa publică între școala muzicală a lui Richard Wagner și cea proprie i-a câștigat această etichetă, cum deseori critica lipsa lui Wagner de contrapuncte în compozițiile sale. Dacă analizăm atent opera lui Brahms, observăm că este complet romantic în stil, răvășind forma liniilor de compoziție aidoma oricărui alt compozitor din acele timpuri. Rivalitatea între Brahms și Wagner, însă, a marcat o mare diviziune în comunitatea muzicală, cei care erau de partea lui Brahms și cei care preferau muzica lui Wagner. Deși Wagner reprezenta un rival feroce, spre bătrânețe Brahms a recunoscut cât de mult aprecia compozițiile acestuia.
O influență diferită asupra lui Brahms a avut-o muzica folclorică. Brahms a compus lucrări pentru pian și voce însumând 144 de melodii folclorice germane, iar multe dintre liedurile sale reflectă teme folclorice sau descriu scene din viața rurală. Dansurile ungare se aflau printre cele mai profitabile compoziții ale sale și variantele orchestrate rămân arhicunoscute până în zilele noastre.
Brahms a fost cu siguranță influențat și de dezvoltarea tehnologică a pianului, care a atins în esență forma modernă în timpul vieții sale. O mare parte a muzicii de pian a lui Brahms și multe dintre liedurile sale folosesc notele joase și pedala pentru a obține un sunet bogat și puternic.

## Personalitatea lui Brahms
Ca și Beethoven, Brahms era un iubitor al naturii și mergea adesea la plimbare prin pădurile din jurul Vienei. Adesea aducea dulciuri pentru a le oferi copiilor. Adulților, Brahms le părea deseori brusc și sarcastic, iar uneori îndepărta alte persoane în afara celor cu care se simțea comod. Elevul său, Gustav Jenner a scris: „Brahms a câștigat, pe bună dreptate, reputația de a fi un morocănos, deși puțini ar putea fi la fel de adorabili precum el”. Avea și tabieturi care erau dezvăluite de către presa vieneză, precum vizita sa zilnică la taverna Ariciul Roșu, favorita sa în Viena, iar presa remarca îndeosebi stilul său de a merge cu mâinile strânse la spate, pe care îl imortaliza în caricaturi reprezentând și un arici roșu mergând alături de el. Cei care i-au rămas prieteni îi erau foarte loiali, iar în schimb, el oferea loialitate și generozitate egală. A fost prieten de-o viață cu Johann Strauss - fiul deși se diferențiau foarte mult în compoziție. Brahms chiar s-a zbătut pentru a ajunge la Theater an der Wien din Viena pentru premiera operetei lui Strauss, Die Göttin der Vernunft, în 1897 înainte de moartea sa. Poate cel mai mare tribut pe care Brahms i l-a putut plăti lui Strauss a fost remarca sa că ar fi renunțat la orice dacă i-ar fi fost dat să compună valsul Dunărea albastră. O anectodă datând din vremea când Brahms a făcut cunoștință cu Strauss este că fără rușine, ultimul dintre ei a notat cuvintele „vai, nu de Brahms!” pe autograful faimosului vals.
Începând cu anii 1860, când lucrările sale se vindeau în număr mare, Brahms chiar reușise financiar. Prefera însă un stil de viață modest, trăind într-un simplu apartament de trei camere, având o servitoare. Dădea de pomană majoritatea banilor rudelor sale și sprijinea în anonimat un număr de tineri muzicieni.
Brahms era un perfecționist extrem. De exemplu, este discutabil faptul că simfonia numită Prima este chiar prima sa simfonie, din moment ce Brahms adesea distrugea lucrări complete care nu se ridicau la standardele sale de calitate. Un alt factor care a contribuit la perfecționismul lui Brahms a fost acela că Schumann anunțase cu mult înainte că Brahms avea să devină următorul mare compozitor după Beethoven, o prevestire pe care Brahms era hotărît să o împlinească. Aceasta abia adăuga încrederea de sine a compozitorului și este posibil să fi amânat crearea Primei Simfonii. Însă Clara Schumann a notat că Prima Simfonie a lui Brahms era un produs care nu reflecta natura reală a compozitorului, considerând exuberanta mișcare finală drept „prea briliantă”, ea fiind inspirată de întuneric și de mișcarea furtunoasă cu care se deschidea simfonia. Ea a refuzat, însă, în a accepta senina Simfonie Secundă și a fost un fan pe viață a acelei celebre lucrări în Re major, una dintre rarele combinații compoziționale folosite de Brahms.
Cât despre locul compozitorului în istoria muzicală, care îl îngrijora atât de mult, el s-ar simți astăzi neîndoielnic satisfăcut știind că posteritatea l-a plasat între cei trei mari „B” ai compozitorilor germani — Bach, Beethoven și Brahms.

## Reproduceri în filme și cultura populară
Fiind unul dintre compozitorii cei mai de seamă ai tradiției muzicale clasice, Brahms și muzica sa au apărut în mare măsură în filme și alte opere ale culturii populare. Pentru exemple, vezi Johannes Brahms în film și cultură populară.

## Cărți
- Ioana Ștefănescu (1982). Johannes Brahms, București: Editura Muzicală
- Johannes Brahms: Viață și Scrisori, ISBN 0-19-816234-0 de însuși Brahms, editată de Styra Avins, tradusă de Josef Eisinger (1998). O biografie cu note de subsol cuprinzătoare la o colecție cuprinzătoare a scrisorilor lui Brahms (unele traduse în engleză pentru prima oară).
- Brahms, Viața și Opera sa, de Karl Geiringer, fotografii de Irene Geiringer (1987, ISBN 0-306-80223-6). O biografie și discuție despre produsul său muzical, suplementat și trimis spre fererire în corpul corespondenței trimise către Brahms.
- Charles Rosen discută un număr de imitații de Brahms ale lui Beethoven în Capitolul 9 al lucrării Distracții Critice: Muzică Veche și Nouă (2000; Cambridge, MA: Harvard University Press, ISBN 0-674-17730-4).
- Johannes Brahms: O biografie, de Jan Swafford. O cuprinzătoare (752 pagini) privire asupra vieții și lucrărilor lui Brahms (1999; Vintage, ISBN 0-679-74582-3)

## Media
| (audio)                                                                                                | \| Intermezzo Op. 116 No. 4 (info) \| \| \| \| Intermezzo Op. 76 No. 7 (info) \| \| Intermezzoul lui Brahms Op. 76, nr. 7, este reprezentativă pentru lucrările sale de mijloc pentru pian \| \| Schicksalslied (info) \| \| \| \| Vals #1 (info) \| \| Șaisprezece valsuri pentru pian, patru mâini (Opus 39), în B major \| \| Vals #2 (info) \| \| Șaisprezece valsuri pentru pian, patru mâini (Opus 39), în E major \| \| Vals #3 (info) \| \| Șaisprezece valsuri pentru pian, patru mâini (Opus 39), în G-diez minor \| \| Vals #4 (info) \| \| Șaisprezece valsuri pentru pian, patru mâini (Opus 39), în E minor \| \| Vals #5 (info) \| \| Șaisprezece valsuri pentru pian, patru mâini (Opus 39), în E major \| \| Vals #6 (info) \| \| Șaisprezece valsuri pentru pian, patru mâini (Opus 39), în C-diez major \| \| Vals #7 (info) \| \| Șaisprezece valsuri pentru pian, patru mâini (Opus 39), în C-diez minor \| \| Vals #8 (info) \| \| Șaisprezece valsuri pentru pian, patru mâini (Opus 39), în B-bemol major \| \| Vals #9 (info) \| \| Șaisprezece valsuri pentru pian, patru mâini (Opus 39), în D minor \| \| Vals #10 (info) \| \| Șaisprezece valsuri pentru pian, patru mâini (Opus 39), în G major \| \| Vals #11 (info) \| \| Șaisprezece valsuri pentru pian, patru mâini (Opus 39), în B minor \| \| Vals #12 (info) \| \| Șaisprezece valsuri pentru pian, patru mâini (Opus 39), îin E major \| \| Vals #13 (info) \| \| Șaisprezece valsuri pentru pian, patru mâini (Opus 39), în B major \| \| Vals #14 (info) \| \| Șaisprezece valsuri pentru pian, patru mâini (Opus 39), în G-diez minor \| \| Vals #15 (info) \| \| Șaisprezece valsuri pentru pian, patru mâini (Opus 39), în A-bemol major \| \| Vals #16 (info) \| \| Șaisprezece valsuri pentru pian, patru mâini (Opus 39), în C-diez minor \| \| Dans ungar nr.5 în G minor (info) \| \| \| \| Dans ungar nr.6 în D major (info) \| \| \| \| Probleme în audiția fișierelor? Vezi ajutor media. \| |
| Intermezzo Op. 116 No. 4 (info)                                                                        | |
| | |
| Intermezzo Op. 76 No. 7 (info)                                                                         | |
| Intermezzoul lui Brahms Op. 76, nr. 7, este reprezentativă pentru lucrările sale de mijloc pentru pian | |
| Schicksalslied (info)                                                                                  | |
| | |
| Vals #1 (info)                                                                                         | |
| Șaisprezece valsuri pentru pian, patru mâini (Opus 39), în B major                                     | |
| Vals #2 (info)                                                                                         | |
| Șaisprezece valsuri pentru pian, patru mâini (Opus 39), în E major                                     | |
| Vals #3 (info)                                                                                         | |
| Șaisprezece valsuri pentru pian, patru mâini (Opus 39), în G-diez minor                                | |
| Vals #4 (info)                                                                                         | |
| Șaisprezece valsuri pentru pian, patru mâini (Opus 39), în E minor                                     | |
| Vals #5 (info)                                                                                         | |
| Șaisprezece valsuri pentru pian, patru mâini (Opus 39), în E major                                     | |
| Vals #6 (info)                                                                                         | |
| Șaisprezece valsuri pentru pian, patru mâini (Opus 39), în C-diez major                                | |
| Vals #7 (info)                                                                                         | |
| Șaisprezece valsuri pentru pian, patru mâini (Opus 39), în C-diez minor                                | |
| Vals #8 (info)                                                                                         | |
| Șaisprezece valsuri pentru pian, patru mâini (Opus 39), în B-bemol major                               | |
| Vals #9 (info)                                                                                         | |
| Șaisprezece valsuri pentru pian, patru mâini (Opus 39), în D minor                                     | |
| Vals #10 (info)                                                                                        | |
| Șaisprezece valsuri pentru pian, patru mâini (Opus 39), în G major                                     | |
| Vals #11 (info)                                                                                        | |
| Șaisprezece valsuri pentru pian, patru mâini (Opus 39), în B minor                                     | |
| Vals #12 (info)                                                                                        | |
| Șaisprezece valsuri pentru pian, patru mâini (Opus 39), îin E major                                    | |
| Vals #13 (info)                                                                                        | |
| Șaisprezece valsuri pentru pian, patru mâini (Opus 39), în B major                                     | |
| Vals #14 (info)                                                                                        | |
| Șaisprezece valsuri pentru pian, patru mâini (Opus 39), în G-diez minor                                | |
| Vals #15 (info)                                                                                        | |
| Șaisprezece valsuri pentru pian, patru mâini (Opus 39), în A-bemol major                               | |
| Vals #16 (info)                                                                                        | |
| Șaisprezece valsuri pentru pian, patru mâini (Opus 39), în C-diez minor                                | |
| Dans ungar nr.5 în G minor (info)                                                                      | |
| | |
| Dans ungar nr.6 în D major (info)                                                                      | |
| | |
| Probleme în audiția fișierelor? Vezi ajutor media.                                                     | |